# Karel Roden
Karel Roden (født 18. maj 1962 i České Budějovice) er en tjekkisk filmskuespiller. Han er kendt fra film som 15 Minutes.

## Udvalgt filmografi
- 15 Minutes (2001) – Emil Slovak
- Blade II (2002) – Karel Kounen
- Bulletproof Monk (2003) – Strucker
- The Bourne Supremacy (2004) – Yuri Gretkov
- Hellboy (2004) – Grigori Rasputin
- Running Scared (2006) – Anzor Yugorsky
- Mr. Beans Ferie (2007) – Emil Duchanowski
- Largo Winch (2008) – Michail Korsky
- RocknRolla (2008) – Uri Omovich
- Orphan (2009) – Dr. Värava
- Sword of Vengeance (2015) – Durant